# Rancho Calzada
Rancho Calzada är en ort i Mexiko.   Den ligger i kommunen Omealca och delstaten Veracruz, i den sydöstra delen av landet, 260 km öster om huvudstaden Mexico City. Rancho Calzada ligger 426 meter över havet och antalet invånare är 106.
Terrängen runt Rancho Calzada är varierad. Runt Rancho Calzada är det ganska tätbefolkat, med 100 invånare per kvadratkilometer. Närmaste större samhälle är Cuitláhuac, 11,2 km nordost om Rancho Calzada. I omgivningarna runt Rancho Calzada växer i huvudsak städsegrön lövskog.